# Shortland Street
Shortland Street est un soap opera néo-zélandaise diffusé depuis le 25 mai 1992 sur TVNZ 2.
Ce feuilleton est inédit dans les pays francophones.

## Synopsis
La vie dans un hôpital néo-zélandais.

## Distribution
- Michael Galvin (en) : Chris Warner (1.001 épisodes, 1992-2019)
- Benjamin Mitchell (actor) (en) : TK Samuels (935 épisodes, 2006-2019)
- Amanda Billing (en) : Sarah Potts (648 épisodes, 2006-2013)
- Peter Mochrie : Callum McKay (637 épisodes, 2006-2012)
- Sally Martin : Nicole Miller (en) (578 épisodes, 2010-2019)
- Angela Bloomfield : Rachel McKenna (505 épisodes, 1996-2016)
- Reid Walker (en) : Harry Warner (496 épisodes, 2010-2018)
- Faye Smythe (en) : Tania Jeffries (491 épisodes, 2003-2012)
- Fleur Saville (en) : Libby Jeffries (469 épisodes, 1996-2012)
- Pua Magasiva (en) : Vinnie Kruse (451 épisodes, 1994-2018)
- Beth Allen : Brooke Freeman (447 épisodes, 2008-2014)
- Sam Bunkall : Boyd Rolleston (419 épisodes, 2012-2019)
- Lee Donoghue (en) : Hunter McKay (416 épisodes, 2007-2011)
- Modèle:LienAlison Quigan : Yvonne Jeffries (413 épisodes, 2003-2012)
- Kiel McNaughton : James Scott (405 épisodes, 2007-2011)
- Adam Rickitt (en) : Kieran Mitchell (401 épisodes, 2007-2010)
- Amelia Reid (en) : Bella Cooper (388 épisodes, 2011-2017)
- Anna Jullienne : * =Maia Jeffries (en) (387 épisodes, 2006-2012)
- Toni Potter (en) : Alice Piper (360 épisodes, 2006-2009)
- Kimberley Crossman (en) : Sophie McKay (345 épisodes, 2007-2013)
- Harry McNaughton (en): Gerald Tippett (336 épisodes, 2007-2012)
- Robbie Magasiva : Maxwell Avia (325 épisodes, 2010-2013)
- Kerry-Lee Dewing : Nurse Kylie Brown (321 épisodes, 2013-2019)
- Jacqueline Nairn : Wendy Cooper (319 épisodes, 2011-2016)
- Matthew Chamberlain : Murray Cooper (314 épisodes, 2011-2016)
- Ria Vandervis : * Harper McCaskill / Whitley (en) (311 épisodes, 2013-2019)
- Ido Drent (en) : Daniel Potts (309 épisodes, 2009-2012)
- Nisha Madhan (en) : Shanti Kumari (290 épisodes, 2007-2010)
- Teuila Blakely (en) : Vasa Levi (289 épisodes, 2010-2014)
- Will Hall : Kip Denton (286 épisodes, 2007-2009)
- Sarah Thomson (en) : Tracey Morrison (286 épisodes, 2007-2011)
- Frankie Adams : Ula Levi (278 épisodes, 2010-2014)
- Jennifer Ludlam (en) : Leanne Miller (258 épisodes, 2011-2019)
- Shavaughn Ruakere (en) : Roimata Samuels (250 épisodes, 2011-2014)
- Gerald Urquhart (en) : Luke Durville (248 épisodes, 2007-2012)
- Jarod Rawiri : Mo Hannah (244 épisodes, 2015-2018)
- Tyler Read (en) : Evan Cooper (238 épisodes, 2011-2016
- Geordie Holibar : Phoenix Raynor (236 épisodes, 2011-2013)
- Reuben Milner : Jack Hannah (237 épisodes, 2015-2019)
- Lucy Wigmore (en) : Justine Jones (235 épisodes, 2007-2008)
- Pearl McGlashan : Jasmine Cooper (235 épisodes, 2011-2016)
- Cameron Jones : Dallas (233 épisodes, 2009-2014)
- Renato Bartolomei (en) : Craig Valentine (232 épisodes, 2004-2008)
- Jayden Daniels : Curtis Hannah (229 épisodes, 2015-2018)
- Ben Barrington (en) : Drew McCaskill (226 épisodes, 2015-2019)
- Todd Morgan (en) : Darcy Thomas (223 épisodes, 2006-2007)
- Alexander Lester : Aidan (222 épisodes, 2007)
- Mike Edward (pl) : Zac Smith (218 épisodes, 2012-2013)
- Brooke Williams : Lana Jacobs (204 épisodes, 2012-2013)
- Rachel Blampied : Bree Hamilton (204 épisodes, 2012-2013)
- Chris Tempest : Josh Gallagher (203 épisodes, 2012-2014)
- Ngahuia Piripi (en) : Esther Samuels (204 épisodes, 2015-2019)
- Lucy Lovegrove : Sarah 'Sass' Connelly (195 épisodes, 2016-2018)
- Duane Evans Jr. : Michael Hampton-Rees (194 épisodes, 2015-2017)
- Grace Palmer (en) : Lucy Rickman (193 épisodes, 2015-2017)
- Laurel Devenie : Kate Nathan (193 épisodes, 2016-2019)
- Toby Leach : Seth Packhurst (187 épisodes, 2012-2013)
- Lukas Whiting : Finn Connelly (187 épisodes, 2016-2018)
- Tane Williams-Accra : Ali Karim (185 épisodes, 2016-2018)
- Tash Keddy : Blue Nathan (183 épisodes, 2016-2017)
- Laura Hill : Toni Warner (179 épisodes, 2003-2008)
- Bonnie Soper (en) : Morgan Braithwaite (165 épisodes, 2008-2010)
- Luke Patrick : Frank Connelly (148 épisodes, 2016-2018)
- Tim Foley (en) : Mark Weston (132 épisodes, 2006-2007)
- Ari Boyland (en) : Brodie Kemp (128 épisodes, 2010-2011)
- Katherine McRae : Brenda Holloway (128 épisodes, 2006-2007)
- Johnny Barker (en) : Joey Henderson (121 épisodes, 2007-2008)
- Liam Farmer : Baby Jay Jeffries (106 épisodes, 2008-2012)
- Spencer Falls : Garrett Whitley (100 épisodes, 2013-2015)
- Jaime Passier-Armstrong : * Jay Copeland (en) (92 épisodes, 2006-2010)
- Emily Robins : Claire Solomon (90 épisodes, 2006-2007)
- Karl Burnett (en) : Nick Harrison (88 épisodes, 1992-2017)
- Jackson Bliss : Dion Greene (88 épisodes, 2015)
- Virginie Le Brun (en) : Gabrielle Jacobs (85 épisodes, 2009-2011)
- Scott Cotter : Wiremu Potae (83 épisodes, 2003-2008)
- Amelia Read : Bella Cooper (82 épisodes, 2012-2013)
- Peter Elliott (en) : Dr. David Kearney (77 épisodes, 1996-1999)
- Tandi Wright : infirmière Caroline Buxton (en) (76 épisodes, 1996-1999)
- Sara Wiseman : docteur Jennifer Mason (12 épisodes, 2011)
- Rebecca Hobbs : infirmière Annie Flynn (1994-1995) / infirmière Kate Larsen (1999-2001)
- J.J. Fong : Ruby Flores (2016)
- Mattias Inwood : Tom Griffiths